# Houda Darwix

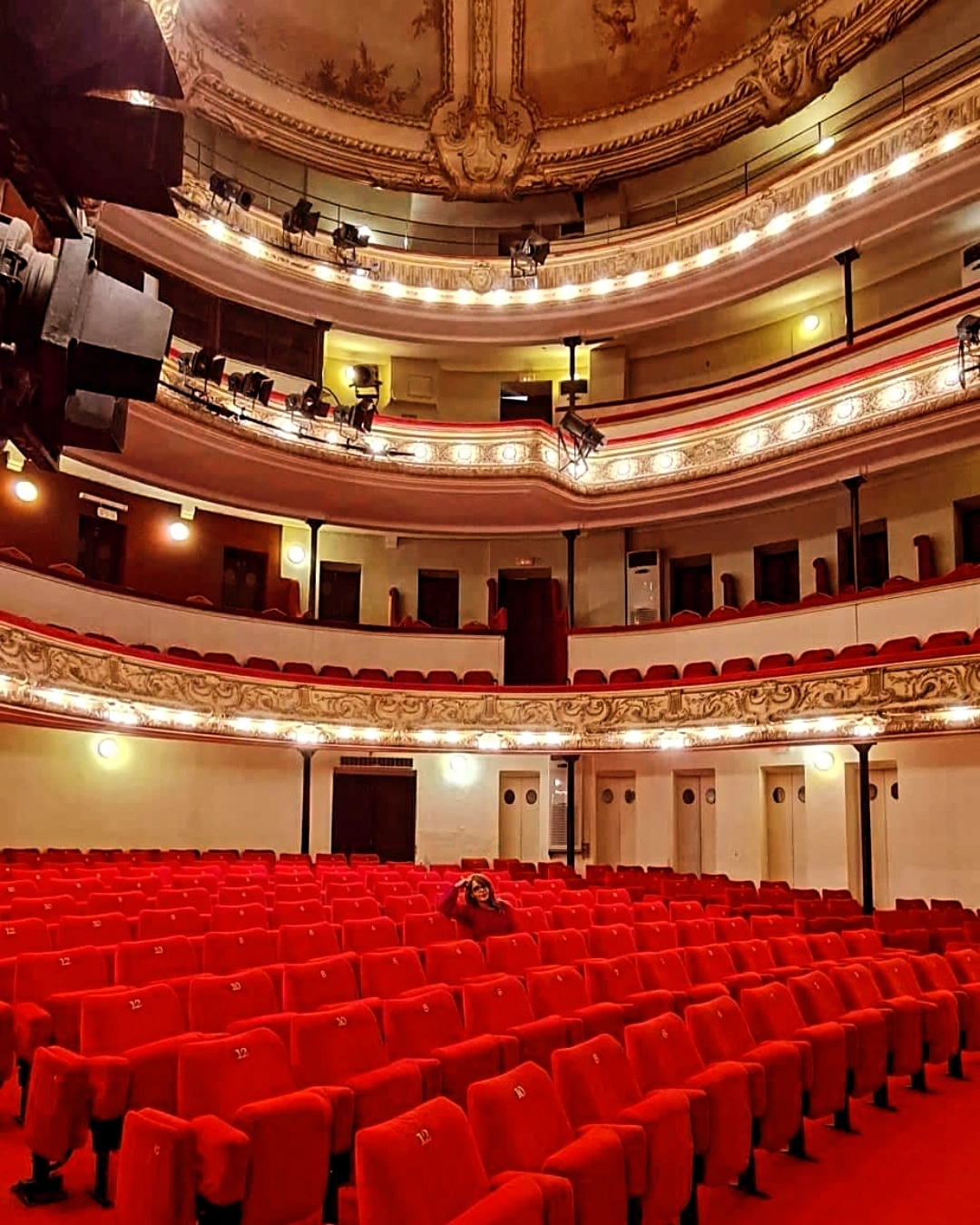
Houda Darwish al teatre d'Oran

Houda Darwish (àrab: هدى درويش, Hudà Darwīx) (Alger, 26 de novembre de 1991) és una novel·lista, poeta i activista pels drets de les dones d'Algèria. Segons Abdel Madjid Djaber, crític i acadèmic palestí, és una «dama de la literatura algeriana».

## Biografia
Nascuda a l'oest d'Algèria el 26 de novembre de 1991, Houda Darwish vivia amb els seus pares que treballaven com a mestres, el pare era mestre d'àrab, i la mare de francés. A causa de la situació familiar, s'obrí a una àmplia varietat de cultures i a una barreja entre literatura àrab i francesa. Feu estudis de medicina entre la universitat francesa i l'algeriana, com a pediatra i neonatòloga.

## Carrera
Als setze anys, una vegada establerta al Caire, Darwish presentà la seua primera novel·la titulada Amal ... Un amor buscant una pàtria (àrab: آمال ... حب يبحث عن وطن), escrita en estil poètic amb intenció política. Parlava d'un viatge d'un músic palestí entre els camins de la política, l'espionatge i l'exili.
Pel fet d'haver publicat obres sobre una sèrie de temes controvertits, s'ha dit que l'obra de Darwish ha estat influïda literàriament per Khalil Gibran, Nizar Qabbani i Mahmud Darwix.
Houda Darwish continua el seu èxit publicant-ne seqüeles. Justificant la seua transició entre poesia i prosa, l'exeditora en cap de Rose al-Iūsuf, Essam Abdel-Aziz, va dir: «Houda Darwish és una dona creativa l'escriptura de la qual ens ha fet tornar a la Belle époque».

## Obres

### Novel·la
- آمال ... حب يبحث عن وطن, Amal... Un amor buscant una pàtria[5][6]
- خلود الياسمين. L'eternitat del gessamí
- نساء بلا ذاكرة, Dones sense memòria

### Poesia
- لك وحدك, Només per a tu
- Le vrai visage de la lie[7]